# Atomè
Atomè  ist ein Ort und ein Arrondissement im Département Couffo in Benin. Es ist eine Verwaltungseinheit, die der Gerichtsbarkeit der Kommune Aplahoué untersteht. Gemäß der Volkszählung von 2013 hatte Atomè 17.883 Einwohner, davon waren 8.515 männlich und 9.368 weiblich.
Der Ort liegt im Nordwesten des Départements direkt an der Grenze zum Nachbarland Togo.